# Pantelis Konstantinidis
Pantelis Konstantinidis (16 de agosto de 1975) es un exfutbolista griego, se desempeñaba como extremo y su último club fue el OFI Creta. Actualmente es segundo entrenador del PAOK Salónica FC.

## Trayectoria
| Club             | País   | Año         |
| ---------------- | ------ | ----------- |
| AEK Atenas FC    | Grecia | 1993 - 1994 |
| AO Kavala        | Grecia | 1994 - 1996 |
| Apollon Smyrnis  | Grecia | 1996 - 1998 |
| PAOK Salónica FC | Grecia | 1998 - 2002 |
| Panathinaikos FC | Grecia | 2002 - 2005 |
| PAOK Salónica FC | Grecia | 2005 - 2009 |
| OFI Creta        | Grecia | 2009 - 2010 |

- Datos: Q3555962